# Peintre de Bruxelles R 273
Le Peintre de Bruxelles R 273 est un peintre cérétois ; il reçut son nom de John Beazley d’après une œnochoé (type 7) dont il est l’auteur. Il 
a peint des vases à figures rouges.

## Sources
- (en) Mario A. del Chiaro, Etruscan Red-Figured Vase-Painting at Caere, Los Angeles – London, University of California Press, Berkeley, 1974, p. 54-56.
- Vincent Jolivet, Recherches sur la céramique étrusque à figures rouges tardive du Musée du Louvre : Département des antiquités grecques et romaines, Ministère de la culture, 1982, 174 pages (lire en ligne), p. 42-56-148